# Blanche Sweet
Blanche Sweet   (Chicago, 18 de juny de 1896 - Nova York, 6 de setembre de 1986) va ser una estrella de cinema mut que va començar la seva carrera en els primers temps de la indústria de Hollywood.

## Primers anys
Va néixer a Chicago, Illinois el 1896. Els seus pares, Pearl i Gilbert li van posar el nom de Sarah Blanche. Pearl havia estat una ballarina de teatre abans de casar-se i Gilbert era un comerciant de vi que aviat es va desentendre de la família. La seva mare va morir amb 19 anys quan ella tenia 18 mesos i va ser educada per la seva àvia Cora Alexander. De ben jove la seva àvia la va fer actuar en el teatre. La seva primera aparició a escena va ser com a bebè a Cincinnati, on vivia l'àvia, a l'obra “Blue Jeans”. A l'edat de quatre anys ja va participar en un tournée d'una obra titulada The Battle of the Strong amb Marie Burroughs i Maurice Barrymore. Durant tres anys va viatjar per tot el país amb la companyia de teatre de Chauncey Olcott actuant amb el nom de Blanche Alexander.

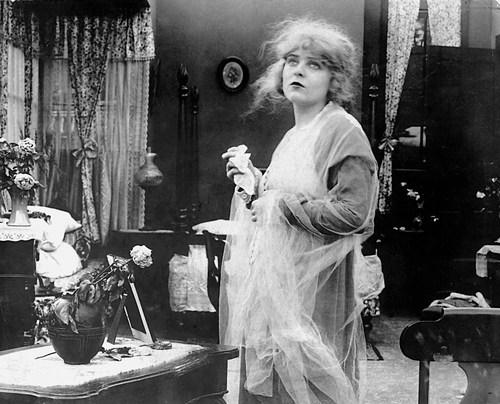
Blanche Sweet a la pel·lícula "The Avenging Conscience" (1914) de D. W. Griffith

Durant aquests anys la seva àvia li feia de mestra però també va prendre classes de dansa. A l'edat de 9 anys es va trobar amb el seu pare a Denver (Colorado) el qual, per casualitat va llegir el seu nom al programa del teatre. El pare va convèncer l'àvia de que tots dos anessin a viure amb ell a San Francisco. Malauradament el terratrèmol del 1906 va ensorrar l'hotel on vivien i va perdre tot el que tenien.
Es van traslladar a Berkeley. Allà va estudiar dansa amb Ruth St. Denis però quan el seu pare es va tornar a casar va perdre de nou interès en la seva filla i junt amb la seva àvia va marxar d'allà. Treballa en el teatre per pagar-se classes de dansa amb, entre d'altres, Gertrude Hoffman. El 1909 es trobaven a Nova York i per tal de guanyar alguns diners van intentar que ella entrés en el món del cinema. Els estudis de William A. Brady no la van admetre degut a la seva joventud i la primera companyia que la va acceptar va ser la Edison Company amb la que va fer el paper d'extra en la pel·lícula “A Man with Three Wives”. Després es va presentar a la Biograph i, aconsellada per un amic, va demanar per parlar amb D. W. Griffith que va decidir contractar-la. Va aparèixer en moltes pel·lícules de Griffith rodades pels voltants de Nova York aquell 1909 però no va viatjar amb la companyia a Califòrnia a l'hivern. Griffith li oferia un contracte de 125 dòlars a la setmana però el va rebutjar per quedar-se a Nova York amb la companyia de Gertrude Hoffman amb un contracte de 40 dòlars a la setmana. Al final de la temporada, el productor li va dir que no era adequada per al paper i la va acomiadar, de manera que va tornar a trucar a la porta de Griffith. Juntament amb Mary Pickford, Lillian Gish o Dorothy Gish es va convertir en una gran actriu al costat del director.

## Estrella del cinema mut

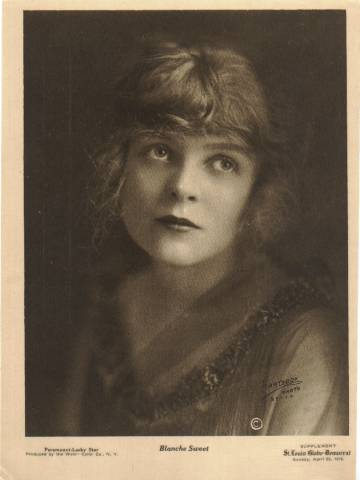
Blanche Sweet (1916)

Sweet destil·lava a la pantalla una dona enèrgica i independent, ben diferent de l'ideal de dona de les pel·lícules de Griffith, vulnerables, femenines i sovint fràgils. Després de molts rols com a protagonista, el seu primer gran paper va ser el 1911 a la pel·lícula The Lonedale Operator. El 1913 va protagonitzar el primer llargmetratge de Griffith, Judith of Bethulia. Al 1914, Sweet havia estat inicialment seleccionada per al paper d'Elsie Stoneman a la pel·lícula The Birth of a Nation però finalment el paper va ser adjudicat a Lillian Gish.
Aquell mateix any Sweet va abandonar Griffith i, considerada com una de les grans actrius del cinema mut, es va incorporar a la Paramount, aleshores anomenada Famous Players-Lasky amb un sou molt superior del que podia pagar la Biograph. Va actuar en pel·lícules de Cecil B. DeMille, ("The Warrens of Virginia” (1915) i “The Captive” (1915)) i altres directors però les seves pel·lícules no van tenir la qualitat de les precedents.
Quan va deixar la Famous Players-Lasky, va estar absent de les pantalles durant dos anys, i s'ha apuntat que potser va tenir problemes de drogues. En retornar, la primera pel·lícula va ser “The Unpardonable Sin” (1919), dirigida per Marshall Neilan. Va ser treballant per a Neilan que els dos van tenir un affair que es va fer públic i que va provocar el divorci del director de la seva dona, l'actriu Gertrude Bambrick. Sweet i Nailan es van casar el 1922 i el matrimoni es va acabar el 1929 degut als múltiples adulteris de Neilan.
Durant la dècada de 1920 la carrera de Sweet va continuar prosperant. Va protagonitzar la primera versió d'Anna Christie (1923), Tess of the d'Urbervilles (1924) i The Sporting Venus (1925), aquestes dues últimes dirigides per Neilan.

## Cinema sonor

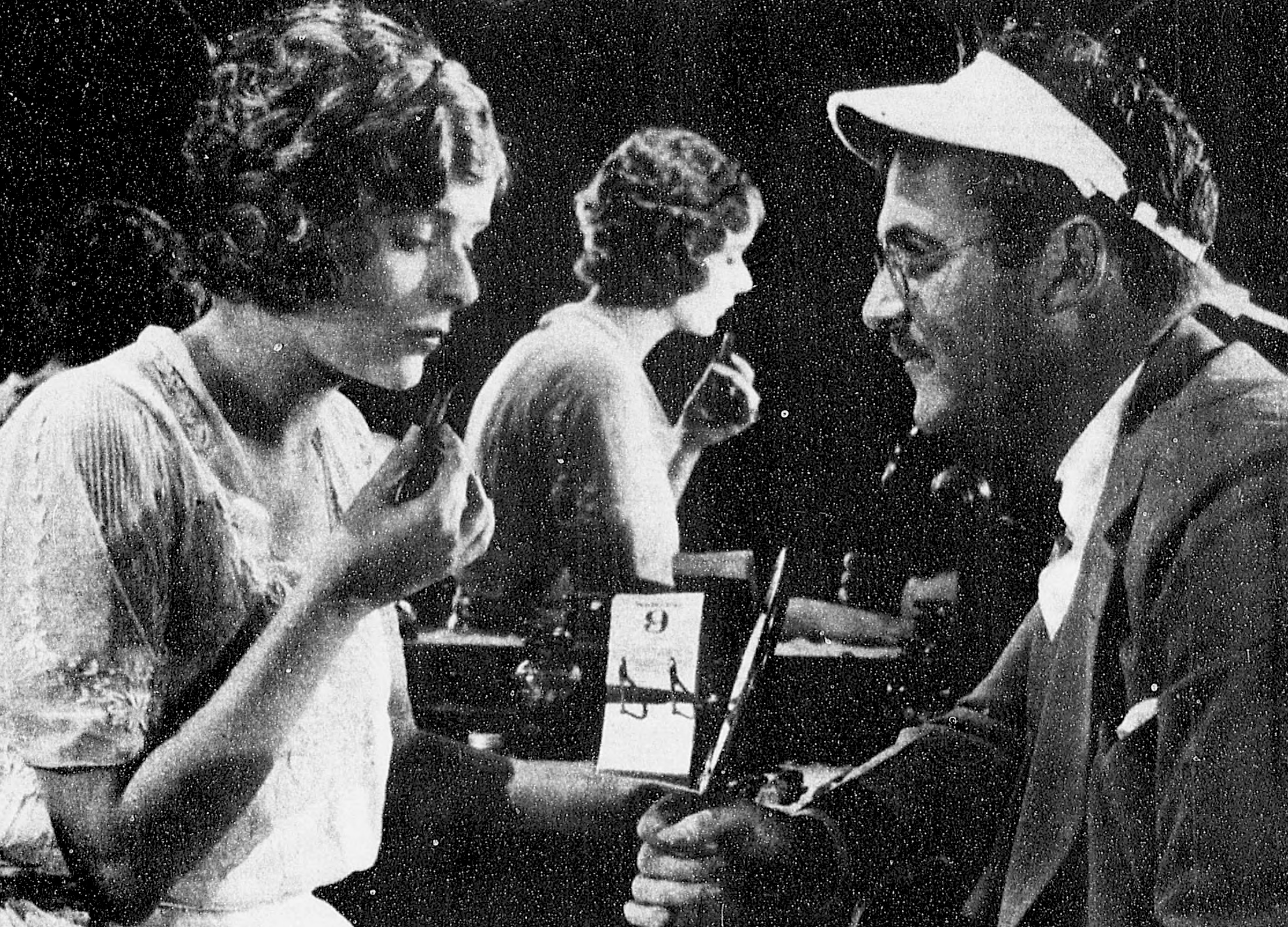
Marshall Neilan ajudant a la seva muller (Blanche Sweet) a caracteritzar-se per a una escena als estudis de la MGM

Tot i que Sweet havia esdevingut una estrella de la Metro, acabada de fundar, amb l'arribada del sonor la seva carrera es va truncar. Només va fer tres pel·lícules sonores abans de retirar-se. El 1935 es va casar amb l'actor Raymond Hackett, matrimoni que duraria fins a la mort d'aquest el 1958.

## Darrers anys
Va continuar la seva carrera interpretativa a la ràdio i en obres de Broadway interpretant majoritàriament en papers secundaris però també amb alguns èxits com a "The Party's Over" o a “The Petrified Forest” amb Leslie Howard. Finalment, la seva carrera en aquests dos camps es va anar esvanint i va acabar treballant com empleada en uns grans magatzems de Los Angeles. Tot i això, encara va tenir un paper a la pel·lícula de Danny Kaye, The Five Pennies el 1959. A la fi de la dècada de 1960, el seu llegat com a actriu va ser recuperat per acadèmics del cinema que la van convidar a Europa per rebre el reconeixement pel seu treball. Sweet va morir a Nova York d'un accident vascular cerebral el 6 de setembre de 1986 poques setmanes abans de fer 90 anys. Les seves cendres van ser escampades pel jardí botànic de Brooklyn.

## Filmografia

### 1909
- A Man with Three Wives
- A Corner in Wheat
- In Little Italy
- To Save Her Soul
- The Day After
- Choosing a Husband

### 1910
- The Rocky Road
- All on Account of the Milk
- A Romance of the Western Hills
- The Kid
- A Flash of Light
- Love in Quarantine

### 1911
- The Two Paths
- Heart Beats of Long Ago
- His Daughter
- The Lily of the Tenements
- A Decree of Destiny
- Was He a Coward?
- The Lonedale Operator
- Priscilla's April Fool Joke
- The Spanish Gypsy
- Priscilla and the Umbrella
- The Broken Cross
- How She Triumphed
- The Country Lovers
- The New Dress
- The White Rose of the Wilds
- The Smile of a Child
- Enoch Arden (1a part)
- The Primal Call
- Fighting Blood
- The Indian Brothers
- A Country Cupid
- The Last Drop of Water
- Out from the Shadow
- The Blind Princess and the Poet
- The Stuff Heroes Are Made Of
- The Making of a Man
- The Long Road
- Love in the Hills
- The Battle
- Through Darkened Vales
- The Miser's Heart
- A Woman Scorned
- The Voice of the Child

### 1912
- The Eternal Mother
- The Old Bookkeeper
- For His Son
- The Transformation of Mike
- A Sister's Love
- Under Burning Skies
- A String of Pearls
- The Goddess of Sagebrush Gulch
- The Punishment
- One Is Business, the Other Crime
- The Lesser Evil
- An Outcast Among Outcasts
- A Temporary Truce
- The Spirit Awakened
- Man's Lust for Gold
- The Inner Circle
- With the Enemy's Help
- A Change of Spirit
- A Pueblo Romance
- Blind Love
- The Chief's Blanket
- The Painted Lady
- A Sailor's Heart
- The God Within

### 1913
- Three Friends
- Pirate Gold
- Oil and Water
- A Chance Deception
- Love in an Apartment Hotel
- Broken Ways
- Near to Earth
- The Hero of Little Italy
- The Stolen Bride
- If We Only Knew
- Death's Marathon
- The Mistake
- The Coming of Angelo
- The Vengeance of Galora
- Two Men of the Desert
- A Cure for Suffragettes
- The Battle at Elderbush Gulch
- The House of Discord
- Beyond All Law
- Her Wedding Bell
- The Wedding Gown

### 1914
- The Sentimental Sister
- Classmates
- The Massacre
- Judith of Bethulia
- Strongheart
- Brute Force
- Ashes of the Past
- Home, Sweet Home
- The Soul of Honor
- The Escape
- The Avenging Conscience: or 'Thou Shalt Not Kill'
- The Second Mrs. Roebuck
- Men and Women
- For Those Unborn
- Her Awakening
- For Her Father's Sins
- The Tear That Burned
- The Odalisque
- The Little Country Mouse
- The Old Maid

### 1915
- The Warrens of Virginia
- His Desperate Deed
- The Captive
- Stolen Goods
- The Clue
- The Secret Orchard
- The Case of Becky
- The Secret Sin

### 1916
- The Ragamuffin
- The Blacklist
- The Sowers
- The Thousand-Dollar Husband
- The Dupe
- Public Opinion
- The Storm
- Unprotected

### 1917
- The Evil Eye
- Those Without Sin
- The Tides of Barnegat
- The Silent Partner

### 1919
- The Unpardonable Sin
- The Hushed Hour
- A Woman of Pleasure
- Fighting Cressy

### Darreres pel·lícules
- The Deadlier Sex (1920)
- Simple Souls (1920)
- The Girl in the Web (1920)
- Help Wanted - Male (1920)
- Her Unwilling Husband (1920)
- That Girl Montana (1921)
- Quincy Adams Sawyer (1922)
- The Meanest Man in the World (1923)
- In the Palace of the King (1923)
- Souls for Sale (Cameo, 1923)
- Anna Christie (1923)
- Those Who Dance (1924)
- Tess of the d'Urbervilles (1924)
- The Sporting Venus (1925)
- His Supreme Moment (1925)
- Why Women Love (1925)
- The New Commandment (1925)
- Bluebeard's Seven Wives (1925)
- The Lady from Hell (1926)
- The Far Cry (1926)
- Diplomacy (1926)
- Singed (1927)
- The Woman in White (1929)
- Always Faithful (1929)
- The Woman Racket (1930)
- Show Girl in Hollywood (1930)
- The Silver Horde (1930)
- The Five Pennies (1959)